# Cervellus piranga
Cervellus piranga är en stekelart som beskrevs av Penteado-dias 2007. Cervellus piranga ingår i släktet Cervellus och familjen bracksteklar. Inga underarter finns listade i Catalogue of Life.